# 玩具总动员
《玩具總動員》（英語：Toy Story）是一部於1995年上映的美国计算机动画冒险伙伴喜剧片，由皮克斯动画工作室制作，华特迪士尼影业发行。该片是约翰·拉塞特的导演处女作，也是皮克斯制作的一部计算机动画长片和第一部剧场影片。影片的主角是一队在人类面前假装没有生命的拟人化玩具，侧重于提线牛仔玩偶胡迪警长（汤姆·汉克斯配音）和宇航员活动人偶巴斯光年（提姆·艾倫配音）之间的关系。影片由约翰·拉塞特、安德鲁·斯坦顿、喬爾·柯恩、亚历克·索科洛夫和乔斯·韦登编剧，兰迪·纽曼配乐。史蒂夫·乔布斯和艾德文·卡特姆担纲执行制片人。影片于1995年11月22日在剧院上映。
为宣传他们的计算机而制作动画短片的皮克斯在以小玩具讲故事的短片《小锡兵》大获成功后，接触迪士尼，打算制造一部计算机动画长片。拉塞特、斯坦顿和皮特·多克特将先前写好的剧本大纲交给迪士尼，推动一部更前卫的电影。故事卷轴被毁灭后，制作被中断，剧本被重写，皮克斯所希望的“玩具深深希望孩子们能和它们一同玩耍，这种欲望驱动着它们的希望、恐惧和行动”的主题和基调得到更好地反映。工作室之后组建了一支员工相对较少的团队，利用稍微紧缩的财务制作影片。
影片评价均为正面，动画技术上的革新和剧本的机智和复杂性都受到称赞，而现在影片被许多影评人广泛认为是有史以来最出色的动画电影之一。电影获得三项奥斯卡奖提名：最佳原创剧本、最佳配乐和《你是我的朋友》(You've Got A Friend In Me)的最佳原创歌曲，最后赢得特别成就奖。影片因“在文化上、历史上或美学上的重要意义”在其获得参选资格的首年2005年便入选国家电影登记表。除了家用媒体发行和剧院上映，本片衍生出玩具、电子游戏、主题公园景点、外传、商品等周边产品和三部商业上大获成功且口碑不俗的续集《玩具总动员2》（1999），《玩具总动员3》（2010）和《玩具总动员4》（2019）。

## 剧情
傳統牛仔玩偶「胡迪」（Woody）是男孩安弟（Andy）最喜歡的玩具，可是熱門玩具「巴斯光年」來了之後讓胡迪失寵。胡迪為了要趕走巴斯卻反被其他玩具們唾棄，之後意外與巴斯一起陷入致命危機，兩個冤家的冒險之旅也由此展開。巴斯原本深信自己是要拯救地球的「太空騎警」，但他後來卻發現自己只是個玩具遂陷入沮喪。當巴斯萬念俱灰，胡迪則設法要逃出破壞狂阿薛的家；眼看安弟要搬家了，他們即將失去小主人，胡迪和巴斯必須團結合作，才能逃出虐待狂的家、回到小主人的身邊。

## 配音员
| 角色             | 角色                                   | 角色               | 配音員          | 配音員   | 配音員 | 配音員 |
| 中文名           | 英文名                                 | 说明               | 美国            | 中国大陆 | 臺灣   | 香港   |
| ---------------- | -------------------------------------- | ------------------ | --------------- | -------- | ------ | ------ |
| 胡迪警长         | Sheriff Woody                          | 玩具               | 汤姆·汉克斯     | 童自荣   | 李勇   | 張錦程 |
| 巴斯光年         | Buzz Lightyear                         | 玩具（星际宇航员） | 提姆·艾倫       | 程玉珠   | 姜先誠 | 周志輝 |
| 蛋头先生         | Mr. Potato Head                        | 玩具               | 唐·里柯斯       | 秦川     | 孫中台 | 龔國強 |
| 弹簧狗           | Slinky Dog                             | 玩具               | 吉姆·瓦尼       | 张小亲   | 楊少文 | 龍天生 |
| 抱抱龍           | Rex                                    | 玩具（暴龙）       | 華萊士·肖恩     | 汪译男   | 趙明哲 | 郭思穎 |
| 火腿             | Hamm                                   | 玩具（小豬存錢筒） | 约翰·拉岑贝格尔 | 陈兆雄   | 李維   | 邱萬城 |
| 寶貝             | Bo Peep                                | 玩具（牧羊女）     | 安妮·波茨       | 章海红   | 崔幗夫 | 張佩德 |
| 队长             | Sarge                                  | 玩具（士兵）       | R·李·尔梅       | 哈图     | 孫德成 | 古明華 |
| 安迪‧大衛斯      | Andy Davis                             | 以上玩具的主人     | 约翰·莫瑞斯     | 沈达威   | 廖冠豪 | 香子俊 |
| 大衛斯太太       | Mrs. Davis                             | 安迪的妈妈         | 蘿莉·麥凱佛     | 苏光骐   | 王華怡 | 陳安瑩 |
| 席德/阿薛        | Sid Phillips                           | 玩具破坏狂         | 埃里克·溫·德坦  | 周敏吉   | 劉安   | 陳旭恆 |
| 汉娜             | Hannah Phillips                        | 阿薛的妹妹         | 莎拉·弗里曼     | 王燕华   | 許淑嬪 | 嚴緯思 |
| 巴斯光年電視主播 | Buzz Lightyear TV Commercial Announcer |                    | 皮恩·吉雷特     |          | 沈光平 |        |
| 雷尼             | Lenny                                  |                    | Joe Ranft       |          | 彭彭   |        |
| 塑膠鯊魚         | Shark                                  |                    | Jack Angel      |          | 李勇   |        |
| 拼字先生         | Mr.Spell                               |                    | Jeff Pidgeon    |          | 彭大龜 |        |
| 傷兵             | Army Men on Patrol                     |                    |                 |          | 彭祥瑛 |        |

## 制作

### 开发

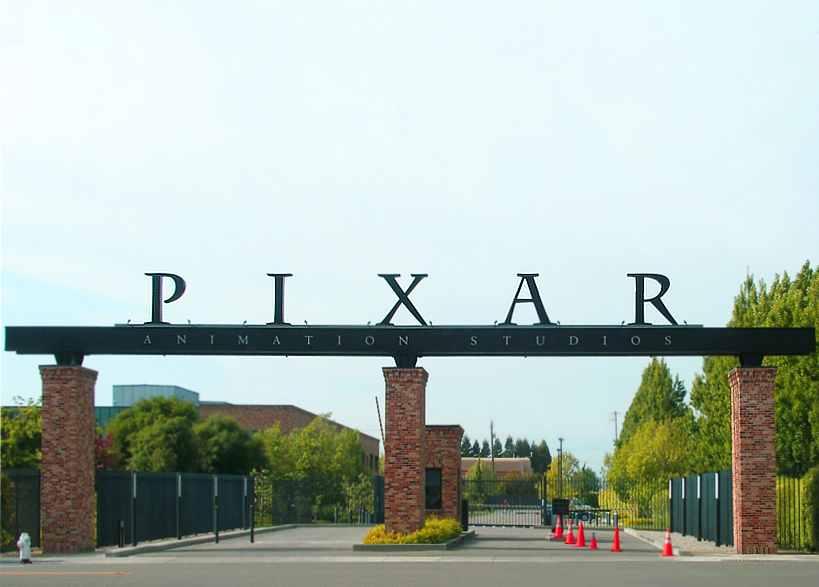
加利福尼亚州爱莫利维尔皮克斯工作室大门

导演约翰·拉塞特最早的计算机动画经历是在华特迪士尼动画工作室担任动画师时，当时他的两个朋友给展示了《电子世界争霸战》的夜光摩托场景。这次大开眼界的经历使拉塞特意识到计算机生成动画这种新媒介带来的可能性。拉塞特试图给迪士尼提出全计算机动画电影的想法，但想法被驳回，拉塞特也被解雇。他后来供职于卢卡斯影业，后来成为皮克斯的创办人之一，后来1986年皮克斯被企业家、苹果公司创办人史蒂夫·乔布斯买下。在皮克斯，拉塞特创作计算机动画短片，炫耀皮克斯图像计算机的实力。1988年以玩具角度讲故事的短片《小锡兵》引用了拉塞特对经典玩具的喜爱，后来于1988年成为首部赢得奥斯卡最佳动画片奖的计算机动画影片。
《小锡兵》受到迪士尼的关注，华特迪士尼公司的新部门华特迪士尼影业集团总裁迈克尔·艾斯纳和杰弗瑞·卡森伯格请求拉塞特回顾。拉塞特感激乔布斯对他的信心，觉得有必要留在皮克斯，便告诉联合创始人艾德文·卡特姆：“我可以去迪士尼当一个导演，或者我可以留在这儿创造历史。”卡森伯格意识到他不能引诱拉塞特回归迪士尼，便谋划跟皮克斯签署制作电影协议的动议。迪士尼总是闭门造车，拒绝改变这一传统。但当曾供职于迪士尼的蒂姆·伯顿希望买回《圣诞夜惊魂》的版权时，迪士尼达成协议允许他在工作室之外将影片打造成一部迪士尼电影。这为皮克斯打开了在迪士尼之外制作电影的大门。
双方都同意。卡特姆和同行的皮克斯创办人匠白光早就想制作一部计算机动画长片。此外，迪士尼授权皮克斯使用计算机动画制作系统，皮克斯成为迪士尼最大的客户。尽管迪士尼跟皮克斯合作愉快，乔布斯还是不修边幅地直接跟卡森伯格坦白：“我们想跟你做一部电影，这会让双方满意。”与此同时，华特迪士尼动画工作室主席彼得·施耐德私下有跟皮克斯制作电影长片的兴趣。1990年夏，卡特姆、史密斯和拉尔夫·古根海姆（Ralph Guggenheim）会面，他们发现气氛令人困难且充满异议。后来他们才知道卡森伯格预想如果迪士尼要跟皮克斯拍电影，就会超出施耐德的职权范围，这激怒了施耐德。首次碰面后，皮克斯一行人带着最坏的打算回家，但卡森伯格要求再开一次会时，让他们感到意外。卡特姆、史密斯和古根海姆加入比利·里维斯（Bill Reeves，动画研发负责人）、乔布斯和拉塞特。他们提出了制作半小时电视特别节目《小锡兵圣诞节特辑》（A Tin Toy Christmas）的想法。他们的理由是电视节目将会是在对付长片之前获得经验的合理方式。
他们在伯班克华特迪士尼工作室迪士尼团队大楼的会议室会见卡森伯格。卡特姆和史密斯认为很难在一段时间内让卡森伯格对公司合作事宜保持兴趣。他们认为很难将与迪士尼合作的想法卖给拉塞特和其他初级动画师。迪士尼的员工福利名声很多，卡森伯格树立了事无巨细的暴君形象。卡森伯格在会议中如此评价自己：“所有人都把我看成暴君。我就是暴君。但我通常都是对的。”他扔出了半小时特别节目的想法，把拉塞特当成房间里的关键人才来看：“约翰，既然你不会来为我做事，我就要走这条路子。”他邀请六名访客混入动画师中，“什么都问他们”，这些人遵命，发现他们都曾温习过卡森伯格的稿本。拉赛特觉得他能跟迪士尼合作，两家公司于是谈判。皮克斯这时濒临破产，需要与迪士尼交易。卡森伯格坚称迪士尼应授予皮克斯制作三维动画的专有技术，但乔布斯拒绝。在另一种情形下，乔布斯开出皮克斯将持有电影及其角色所有权、共同管控视频版权和续集的价码，也被卡森伯格拒绝。1991年5月3日，双方一致达成合同条款，于7月初签署协议。最终协议规定迪士尼将完全持有图像及其角色，拥有创意控制权，并将12.5%的票房分红分给皮克斯。皮克斯有制作下两部电影的两种选择（不是义务）和在制作（有无皮克斯参与均可）续集时利用本片角色的权利。迪士尼还可以在任何时候仅作为小小的惩罚而枪毙电影。这些早期的谈判多年来成为乔布斯和艾斯纳争论的一个焦点。

### 编剧
剧本初稿由拉塞特、安德鲁·斯坦顿、皮特·多克特起草，跟最终成片几乎完全不同。《小锡兵》中的小锡跟一位腹语演员的玩偶搭档，踏上漫长的冒险旅程。按照工作室主管杰弗瑞·卡森伯格的设想，伍迪是大反派，虐待其他玩具，引发群情反抗。然而，迪士尼高管认为他们应该放弃创意控制，把故事版交给皮克斯。然而，影片的中心思想出自不断前进的治疗：“玩具非常想被孩子们玩弄，这种渴望驱动着他们的希望、恐惧和行动。”卡森伯格认为初稿存在问题，告诉拉塞特把影片重塑得更像一部貌合神离伙伴片，建议他们多看看两位性格不同的角色被绑到一起的伙伴片，如《黑白金刚》和《48小时》。1991年9月初，拉塞特、斯坦顿和多克特拿着二稿出现，尽管主角仍是小锡和玩偶，但成片的轮廓开始成型。
终稿出来之前，剧本有多处修改。拉塞特断定小锡“太陈旧”，便把角色改成军事活动人偶，给出空间的主题。小锡名字起初改为月球拉瑞（Lunar Larry），后来变成变性人坦帕斯（Tempus from Morph），最终定名巴斯光年（以航天员巴兹·奥尔德林的名字命名）。巴斯光年的设计参照阿波罗计划宇航员太空服和特种部队活动人偶。此外，巴斯光年服装绿紫结构的灵感出自拉塞特和他的妻子南茜，两人各自喜欢绿色和紫色。男二号伍迪则受拉塞特儿时的鬼马小精灵玩偶启发。一开始，伍迪是个冒险家牵线玩偶（名字伍迪的来源）。然而，人物设计师布迪·勒基（Bud Luckey）建议把伍德改成牛仔腹语玩偶。拉塞特喜欢西部片和科幻流派之间的反差，随即改变角色。最终，由于腹语玩偶的设计看似“鬼祟且卑鄙”，角色所有的腹语玩偶概念被删掉。然而，他们保留名字伍迪，向西部片演员伍迪·斯特罗德致敬。剧情部门从《午夜狂奔》和《古怪的一对》等影片中汲取灵感，拉塞特则观看宫崎骏的《天空之城》，进一步获取启发。
影片剧本极大程度上受编剧罗伯特·麦基创意的影响。皮克斯剧情团队的拉塞特、斯坦顿、多特和乔·兰福特都意识到队里大部分人都是头一次写電影剧本，除了兰福特在加州艺术学院上过编剧课，之前有故事版经验.。为了寻求洞察力，拉塞特和多特出席麦基在洛杉矶举办的为期三日研讨会。麦基的准则扎根于亚里士多德的诗学，明确角色应在主角面对困难时的选时最真实且最引人注目地塑造出来。迪士尼还任命喬爾·柯恩、艾力克·索科洛，后来加上乔斯·韦登设计剧本。韦登发现剧本不管用，但有宏大的架构，便增加抱抱龙一角和对关键橘色芭比的搜寻。制作进行时，剧情小组仍在润色剧本。后来经过数十位迪士尼导演、剧情艺术家和动画师的头脑风暴，增加了巴斯光年和披萨星球玩具店发声玩偶们的邂逅。

### 选角
1993年1月19日，卡森伯格通过剧本，并指出配音选角应开始。拉塞特一直想让汤姆·汉克斯饰演伍迪，表示汤姆·汉克斯“有能力驾驭情感，让角色更加吸引人。即便像《红粉联盟》中的角色，也演出了穷困潦倒和谦卑味。”后来接下另一部皮克斯热门作品《汽车总动员》蓝天博士（Doc Hudson）一角的保罗·纽曼曾考虑出演伍迪。曾有意出演巴斯的比利·克里斯托后来对放弃这一角色感到遗憾，之后在另一部皮克斯热作《怪兽电力公司》中出演麦克·沃佐斯基一角。除了克里斯托，比尔·莫瑞、切维·切斯和金·凯瑞都曾考虑过巴斯一角。拉塞特选择曾出演迪士尼系列剧《家居装饰》的提姆·艾伦扮演该角，得到提姆同意。
为了衡量演员的声线如何贴合角色，拉塞特借用迪士尼的常见技术：将成熟演员的独白声音动画化，融入到动画角色的外貌和动作中。早期的测试镜头利用了《古惑丑拍档》，证实汤姆·汉克斯适合该角。影片是汤姆·汉克斯和艾伦的第一部动画电影作品。

### 制作中断
每隔几个星期，拉塞特团队都会整合他们的最新故事版和镜头，上交迪士尼。在早期的镜头测试中，皮克斯景仰迪士尼的技术创新，但说服迪士尼挑战更为复杂的剧情。每次给皮克斯做展示，卡森伯格都会删掉大部分内容能够，给出详尽的评论和注释。卡森伯格大力推动增加两位主角的紧张关系。迪士尼希望电影既吸引儿童，又能招徕成人，要求将成人元素加进电影。经过卡森伯格和其他迪士尼高管的数轮解释，大家达成共识，伍迪几乎要剥离所有的魅力。汤姆·汉克斯给故事影带录制对白时，突然喊出某角色是个混蛋。拉塞特的皮克斯团队已经准备好影片前半部分的放映，于是在1993年11月19日把它带到伯班克展示给卡森伯格及其他迪士尼高管看，这一天他们后来称作“黑色星期五”。结果是灾难性的，从来就不特别喜欢卡森伯格让外人给迪士尼做动画想法的施耐德，声称影片一团糟，下令立即停止制作。卡森伯格问职员托马斯·舒马赫为什么影带这么糟糕，舒马赫的回答直言不讳：“因为这不再是他们的电影，完全不是约翰想去创作的电影。”
拉塞特对放映的内容感到尴尬，后来回忆：“故事充斥着我所见过的最不开心，最自私的角色。”他问迪士尼，皮克斯有没有机会重新投靠迪士尼，用两个星期重写剧本，卡森伯格表示支持。拉塞特、斯坦顿、多特和兰夫转达制作团队暂停创造的小锡，其中许多人已经离开该项目中的职位。与此同时，组员们转投电视广告，而领衔编剧们则创作新剧本。尽管拉塞特借助仍存留的表面繁荣保持士气高涨，但制作停止的日子“非常可怕”，剧情部主管B.Z.彼得罗夫表示。施耐德起初想完全停止制作，解聘最近雇的所有动画师。卡森伯格把影片收归迪士尼动画名下，皮克斯团队很高兴，此举无疑给他们咨询迪士尼动画老将洞开大门。然而，施耐德继续对项目心存芥蒂，后来还去过问卡森伯格的上司，敦促艾斯纳取消项目。斯坦顿退回到黑暗没窗户的小办公室里，定期推敲新的剧本。他和其他剧情艺术家会在故事板上画画。韦登回到皮克斯协助修订，剧本最终在承诺的两个星期内修改完成。卡森伯格和施耐德停止《玩具总动员》的制作时，史蒂夫·乔布斯动用私人资金维持工作。乔布斯尊重皮克斯艺术家，没有把自己置于创作过程中，转而打好与迪士尼的关系。
三个月后，皮克斯带着新剧本回来，伍迪的角色从当安迪其他玩具的残暴头目，转变成给他们当聪慧体贴的领导。此外，玩具们的会议更成人化，而不是早期草案中的幼稚讨论。巴斯光年的角色也产生轻微变化，“让观众更加明确他真的没意识到自己是个玩具。”卡森伯格和施耐德批准这个新创意，到1994年2月，影片制作恢复。配音员于1994年3月回归录制新台词。当制作一路绿灯时，制作团队从最初的24人规模，扩充至110人，包括27名动画师、22名技术主管和61名其他艺术家和工程师。相比之下，1994年上映的《狮子王》预算达4500万美元，需员工800名。在早期的预算编制过程中，乔布斯渴望电影的制作尽可能地有效，让卡森伯格更加注重成本削减。尽管如此，1700万美元的制作预算被证明是杯水车薪的，尤其是卡森伯格推动他们让伍迪变得更加激进，需要做出大幅度修改。乔布斯更加需要资金保障来完成电影的权利，坚持迪士尼要负责超支成本。卡森伯格不愿意，艾德文·卡特姆便出面妥协。

### 动画
影片的动画师招募很活跃。吸引人才的磁力不是普普通通的薪水，而是参与首部计算机动画长片的魅力。拉塞特表示影片中计算机动画的挑战“迫使我们让影片开起来更有机。必须创造每一片树叶和草叶。我们得给世界一种历史感，所有把门撞开，地板要有磨损。”影片从故事板动画化开始，指引动画师们开发一众角色。27名动画师利用400个计算机模型动画化角色。每个角色要么是泥塑的，要么是用计算机绘制图表建模，之后才进入计算机动画设计。一旦动画师有了模型、发音或编好码的运动控制，每个角色就有了各种各样的运动方式，例如说法、走路或跳跃。所有角色当中，伍迪是最复杂的，需要723项运动控制，其中脸部占212项，嘴部占58项。首段动画是30秒的测试片段，于1992年6月交付迪士尼，当时公司要求影片应有一段展现影片大概的样本。拉塞特用测试中的突破传统手绘动画的东西激发迪士尼创新，如伍迪的黄色格子红色条纹相间衬衣、巴斯头盔的发射和他太空服上的贴花，还有落在安迪房间上的威尼斯人阴影。
每个镜头必须经过八个团队的手。艺术部给出每个镜头的配色方案和大致昭明。由克雷格·古德（Craig Good）主管的布局部则负责把模型放在镜头中，透过设置虚拟相机的位置定好每一帧，给所有机位的移动编程。为了让媒介的感觉尽可能地让人觉得熟悉，他们试图像拍真人电影的真实镜头、开板车、三脚架和起重机那样，保持限度。在指挥动画师里奇·奎德（Rich Quade）和阿什·布莱侬的主导下，每个镜头从布局部转交给动画部。拉塞特选择打破迪士尼指定每位动画师专门负责整部影片中的一个角色的套路，在场景中作出特定例外，在他看来，表演是尤为关键的。动画师使用程序设定每个角色所需的姿势。一旦创建好一系列的关建格，软件就会在帧与帧之间创建关联动作。动画师研究演员录像获取灵感，拉塞特则拒绝自动唇形同步技术。为了让角色的嘴型与演员录制声音的面部表情同步，每8秒的动画就要花费动画师们一个星期时间。
结果，动画师编译出场景，用计算机动画角色开发新的故事板。之后他们加入阴影、照明、视觉效果，最终用了300个计算机处理器在最后的设计中渲染影片。在汤姆·波特（Tom Porter）指挥下，着色团队采用RenderMan阴影语言，给每个模型的表面阴影编程。影片中的部分外观出自真实物体，例如安迪房间窗帘布的着色是扫描实际布料得来的。盖伦·苏斯曼（Galyn Susman）和莎朗·卡拉汉（Sharon Calahan）指挥照明团队协调动画化和着色过的镜头的最终照明、之后，每个完成的镜头用117部太阳计算机系统计算机的“著色农场”24小时不间断渲染。动画成品需要一周大约3分钟不间断滴水测验。取决于复杂性，每帧的渲染需要45分钟到30个小时不等。全片需80个机器工作时和114240帧动画。超过77分钟的动画涵盖1561个镜头。在大卫·弗朗斯科的协助下，镜头团队，各帧录入电影胶片。影片的渲染尺寸为1536x922像素，每个像素大约相当于标准电影银幕的四分之一英寸。后期制作中，影片交由Skywalker Sound将声效混入配乐。

### 音乐
迪士尼担忧拉塞特使用音乐的立场。不同于迪士尼同期的其他影片，拉塞特不希望影片变成音乐剧，表示影片应是出现“真玩具”的伙伴片。乔斯·韦登表示同意：“伙伴片做场音乐剧真的很糟糕。影片关于不愿意承认自己梦想的人们，跟唱歌的关系较少......伙伴片关于关系冲突，如同‘我恨你’，没有开朗的情绪。”然而，迪士尼青睐音乐剧模式，表示“音乐剧是我们的方向。角色闯入歌曲中是个不错的速写。需要给他们要的东西带来一些责任。”最终迪士尼和皮克斯达成妥协：影片角色不唱歌，但会像《毕业生》那样使用非剧情向歌曲传达阐发巴斯和伍兹的感情。迪士尼和拉塞特派兰迪·纽曼为影片配乐。1995年9月底，影片剪辑版交由纽曼和加里·瑞德斯托姆，由他们分别完成配乐和声效设计。
拉塞特表示：“他的歌曲动人、风趣且讽刺，为每个场景打好情感基础。”仅用一天时间，纽曼便写好影片的标志性歌曲《我是你的好朋友》。

### 剪辑和发行前期
大部分制作时间中，由于素材零散且缺乏音乐和音乐设计等元素，剧组成员们很难把握影片的质量。一些动画师认为电影在商业上很可能会令人失望，但认为动画师和动画迷会发觉影片很有趣。影片原剪辑师李·昂克里奇表示，有一幕从最终剪辑版中剪去。在这一幕中，逃离披萨星球的阿薛疯狂折磨巴斯和伍迪。昂克里奇认为观众可能会喜欢那时候的巴斯和伍迪，最终决定切入席德拷问玩具的一幕。而被困于箱子中的伍迪尝试吸引巴斯注意的另一幕则被剪短，因为创作者认为这一幕丢掉影片的能量。彼得·施耐德对影片接近完成表示乐观，宣布美国上映日定在11月，恰逢感恩节周末和冬季假日季开始。
消息指出，执行制片人史蒂夫·乔布斯在影片制作期间失去信心，从霍尔马克到微软，一直与各大公司商讨出售皮克斯的事宜。然而，随着电影的发展，乔布斯越来越兴奋，感觉他可能处在电影行业转型的边缘。电影完成，他反复观看，还让朋友们到他家共享激情。乔布斯决定把皮克斯公开的日子定在影片上映的11月。1995年7月下旬，根据最后调整的需要，阿纳海姆郊区举办了一场观众试映会，这给几近疯狂的最后几个星期又增添了压力。观众填写的反馈卡结果令人鼓舞，但没达到最高分的境界，又增添了观众们如何反应的疑惑。影片以安迪家和新生小狗的吠叫结尾。出席试映的迈克尔·艾斯纳后来告诉拉塞特，影片结尾应是伍迪和巴斯一同回应小狗的消息。

## 原声带
原声带由华特·迪士尼唱片制作，于影片上映当周的1995年11月22日发行。全碟由兰迪·纽曼作词作曲，被赞“明快、激动人心”。尽管专辑获得很大的成功，但屈居公告牌二百强专辑榜第94位。歌曲《你是我的朋友》的卡式录音带和单曲CD于1996年4月12日发行，以推广原声带的发行。2006年，原声带再版发行。绝版后，专辑在iTunes等零售商数字发售。原声带连同影片所有未收录的配乐在2015年7月17日发行的《华特·迪士尼唱片：经典合辑》系列中重新发行。

### 曲目列表
| 曲序     | 曲目                                              | 时长  |
| -------- | ------------------------------------------------- | ----- |
| 1.       | 我是你好朋友（纽曼演唱）                          | 2:04  |
| 2.       | Strange Things（纽曼演唱）                        | 3:18  |
| 3.       | I Will Go Sailing No More（纽曼演唱）             | 2:57  |
| 4.       | Andy's Birthday                                   | 5:58  |
| 5.       | Soldier's Mission                                 | 1:29  |
| 6.       | Presents                                          | 1:09  |
| 7.       | Buzz                                              | 1:40  |
| 8.       | Sid                                               | 1:21  |
| 9.       | Woody and Buzz                                    | 4:29  |
| 10.      | Mutants                                           | 6:05  |
| 11.      | Woody's Gone                                      | 2:13  |
| 12.      | The Big One                                       | 2:51  |
| 13.      | Hang Together                                     | 6:02  |
| 14.      | On the Move                                       | 6:18  |
| 15.      | Infinity and Beyond                               | 3:09  |
| 16.      | 我是你好朋友（二重唱版）（纽曼和莱尔·劳伏特演唱） | 2:42  |
| 总时长： | 总时长：                                          | 51:44 |

### 榜单
| 榜单（1995年）         | 最高排位 |
| ---------------------- | -------- |
| 美国公告牌二百强专辑榜 | 94       |

## 發行
《玩具总动员》有两场首映礼在1995年11月举行。迪士尼在洛杉矶酋长剧院举办了其中一场，在隔壁搭建了名叫“Totally Toy Story”的欢乐屋，片中角色亮相。乔布斯并没有出席活动，反而隔天晚上在旧金山包下相似的丽晶（Regency）剧场，自行举办首映礼，嘉宾不是汤姆·汉克斯和蒂姆·艾伦，而是拉里·埃里森和安迪·葛洛夫等硅谷名流。两场首映礼凸显两家公司之间纠缠不清的问题：《玩具总动员》是迪士尼还是皮克斯的电影。“观众仿佛被影片迷住了，”大卫·普莱斯（David Price）在他的2008年书作《皮克斯全接触》（The Pixar Touch）中提到，“巴斯光年从楼梯着陆时摔得四分五裂后的安静时刻中，可以听到成年人的呜咽声。”影片于1995年11月22日在美国2281块影院上映，后来扩大到2574块，贴片《兔子罗杰》短片《过山车兔子》，精选版则贴片《安德鲁和威利的冒险》
影片以非竞赛片身份在1996年2月15日到2月26日的柏林国际电影节上放映，并于1996年3月在海外上映。

### 营销
营销活动包括迪士尼2000万美元的广告费用，还有汉堡王、百事可乐、可口可乐和玮伦鞋业公司等广告商为电影支付的1.25亿美元促销费。市场营销顾问阿尔·雷耶斯反思宣传活动时提到：“这会是一个杀手锏，一个孩子怎么可能安安静静地坐上一个半小时，看一部一群辨识度极高的玩具角色演电影，却不想买一个？”虽这么说，迪士尼消费者产品最初没能及时发现电影的潜力。感恩节上映的日期于1995年1月公布时，许多玩具厂商适应了18个月到两年的准备时间，通过了该项目。1995年2月，迪士尼将概念带到了纽约玩具产业交易会上。当时，一家在中国设厂的多伦多公司Thinkway Toys很感兴趣。尽管Thinkway是行业的小角色，主要生产电影角色形式的玩具库，但由于没人想要，还是捞到了《玩具总动员》玩具的全球许可。华特迪士尼家庭娱乐在700万份的《灰姑娘》VHS再发行中加入了电影的预告片，迪士尼频道播出电影制作电视特辑，佛罗里达州的华特迪士尼世界度假区在迪士尼-米高梅制片厂每天举办《玩具总动员》巡游。
编剧乔斯·韦登希望将芭比娃娃打造成在片尾拯救伍迪和巴斯光年的角色。由于美泰拒绝给出授权，这个想法被放弃。制片人拉尔夫·古根海姆声称美泰不允许使用芭比娃娃，是因为“他们在哲学上认为玩芭比娃娃的女生将她们的性格投射到玩偶身上。如果你给了娃娃一把声音，将其动画化，你就给它塑造了一个可能不符合每个小女生梦想和期望的人格。”孩之宝拒绝批出特种部队的授权（主要因为席德要毁掉一个），但批准使用薯头先生。上世纪70年代停产的Slinky狗是影片中唯一一个没有在生产的玩具。理查德·T·詹姆斯的妻子贝蒂·詹姆斯收到Slinky的设计时，她表示皮克斯改进了这个玩具，比原版“更可爱”。

### 3D重制
2009年10月2日，电影以迪士尼数字3D模式重新上映。影片和《玩具总动员2》同场加映时，延续了之前的成功。此外，影片的第二部续集《玩具总动员3》在2010年也以3D模式上映。

### 票房
影片上映首周末成为最卖座的影片，全球票房超过3.73亿美元。
北美地區方面，開片首周6040萬美金。

## 評價
《玩具總動員》大獲媒體和影評家的好評，爛番茄新鮮度100%，基於81條評論，平均分為9.1/10，成為該網站罕見的爛蕃茄100%新鮮度電影名單之一。在Metacritic上根據26條評論，得到95分（滿分100分），截至2022年5月15日，名列該網站影史百大動畫電影第7名。IMDB上得8.3分（滿分10分），名列該網站1995年最佳動畫電影第1名

## 外部連結
- 反斗奇兵官方網站 （页面存档备份，存于）
- 反斗奇兵官方的Facebook專頁
- 互联网电影数据库（IMDb）上《玩具总动员》的资料（英文）
- 爛番茄上《玩具总动员》的資料（英文）
- Box Office Mojo上《玩具总动员》的資料（英文）
- Metacritic上《玩具总动员》的資料（英文）
- AllMovie上《玩具总动员》的资料（英文）
- 開眼電影網上《玩具总动员》的資料（繁體中文）
- 时光网上《玩具总动员》的資料（简体中文）
- 豆瓣电影上《玩具总动员》的資料 （简体中文）
- 玩具總動員 - Disney+